# Stien Reyntjens
Stien Reyntjens (5 augustus 1996) is een Belgisch korfbalster.

## Levensloop
Reyntjens startte op achtjarige leeftijd met korfbal bij RIJKO. Bij de juniores maakte ze de overstap naar Kwik, alwaar ze tot op heden (anno 2022) actief is. Tevens maakt ze deel uit van het Belgisch nationaal team, waarmee ze onder meer zilver won op de Wereldspelen van 2022.